# Liten hattmurkla
Liten hattmurkla (Helvella latispora) är en svampart som beskrevs av Boud. 1898. Helvella latispora ingår i släktet Helvella och familjen Helvellaceae. Inga underarter finns listade i Catalogue of Life.
I den svenska databasen Dyntaxa används istället namnet Helvella stevensii för samma taxon. Arten är reproducerande i Sverige.